# AEGON Championships 2015
AEGON Championships 2015, známý také pod tradičním názvem Queen's Club Championships 2015,, byl tenisový turnaj pořádaný jako součást mužského okruhu ATP World Tour, který se hrál v Queen's Clubu na otevřených travnatých dvorcích. Konal se mezi 15. až 21. červnem 2015 v britském hlavním městě Londýně jako 44. ročník turnaje.
Turnaj s rozpočtem 1 574 640 eur patřil poprvé do kategorie ATP World Tour 500, kam postoupil z nižší úrovně ATP 250. To se odrazilo i v nárůstu dotace a odměn. Přesto došlo ke snížení počtu singlistů, když v důsledku redukce jednoho kola zasáhlo do turnaje 32 hráčů namísto tradičních 56 startujících.
Nejvýše nasazeným hráčem ve dvouhře se stal třetí tenista světa a trojnásobný vítěz Andy Murray ze Spojeného království. Události se také zúčastnili obhájce titulu Grigor Dimitrov, jenž skončil ve druhém kole a čtyřnásobný šampion Lleyton Hewitt, který nepřešel úvodní fázi. Aktuální vítěz French Open Stan Wawrinka prohrál ve druhém kole s Kevinem Andersonem.
Čtvrtou singlovou trofej si z Queen's Clubu odvezla skotská světová trojka Andy Murray. Deblovou soutěž ovládl francouzský pár Pierre-Hugues Herbert a Nicolas Mahut.

## Distribuce bodů a finančních odměn

### Distribuce bodů
| Soutěž  | vítězové | finalisté | semifinalisté | čtvrtfinalisté | 16 v kole | 32 v kole | Q  | Q2 | Q1 |
| ------- | -------- | --------- | ------------- | -------------- | --------- | --------- | -- | -- | -- |
| dvouhra | 500      | 300       | 180           | 90             | 45        | 0         | 20 | 10 | 0  |
| čtyřhra | 500      | 300       | 180           | 90             | 45        | 0         | —  | —  | —  |

### Finanční odměny
| Soutěž                              | vítězové | finalisté | semifinalisté | čtvrtfinalisté | 16 v kole | 32 v kole | Q  | Q2     | Q1   |
| ----------------------------------- | -------- | --------- | ------------- | -------------- | --------- | --------- | -- | ------ | ---- |
| dvouhra                             | €381 760 | €172 100  | €81 530       | €39 340        | €20 060   | €11 035   | €0 | €1 240 | €685 |
| čtyřhra                             | €112 780 | €50 880   | €23 990       | €11 600        | €5 950    | —         | —  | —      | —    |
| částka ve čtyřhře je uvedena na pár |          |           |               |                |           |           |    |        |      |

## Dvouhra

### Nasazení hráčů
| Země                          | Hráč            | ATP | Nasazení |
| ----------------------------- | --------------- | --- | -------- |
| Spojené království            | Andy Murray     | 3   | 1        |
| Švýcarsko                     | Stan Wawrinka   | 4   | 2        |
| Kanada                        | Milos Raonic    | 8   | 3        |
| Chorvatsko                    | Marin Čilić     | 9   | 4        |
| Španělsko                     | Rafael Nadal    | 10  | 5        |
| Bulharsko                     | Grigor Dimitrov | 11  | 6        |
| Francie                       | Gilles Simon    | 13  | 7        |
| Španělsko                     | Feliciano López | 14  |          |
| Žebříček ATP k 8. červnu 2015 |                 |     |          |

### Jiné formy účasti na turnaji
Následující hráči obdrželi divokou kartu do hlavní soutěže:
- Lleyton Hewitt[3]
- Thanasi Kokkinakis[5]
- James Ward[6]

Následující hráči postoupili z kvalifikace:
- Simone Bolelli
- Jared Donaldson
- Lu Jan-sun
- Paul-Henri Mathieu

### Odhlášení
před začátkem turnaje
- Julien Benneteau → nahradil jej Gilles Müller
- Leonardo Mayer → nahradil jej João Sousa

## Čtyřhra

### Nasazení párů
| Země                                                                      | Hráč                  | Země     | Hráč           | ATP | Nasazení |
| ------------------------------------------------------------------------- | --------------------- | -------- | -------------- | --- | -------- |
| Rakousko                                                                  | Alexander Peya        | Brazílie | Bruno Soares   | 28. | 1.       |
| Polsko                                                                    | Marcin Matkowski      | Srbsko   | Nenad Zimonjić | 31. | 2.       |
| Kanada                                                                    | Daniel Nestor         | Indie    | Leander Paes   | 47. | 3.       |
| Francie                                                                   | Pierre-Hugues Herbert | Francie  | Nicolas Mahut  | 51. | 4.       |
| Žebříček ATP k 8. červnu 2015; číslo je součtem umístění obou členů páru. |                       |          |                |     |          |

### Jiné formy účasti
Následující páry obdržely divokou kartu do hlavní soutěže:
- Lleyton Hewitt /  Thanasi Kokkinakis
- Dominic Inglot /  Andy Murray

Následující pár postoupil z kvalifikace:
- Chris Guccione /  André Sá

## Přehled finále

### Mužská dvouhra
- Andy Murray vs.  Kevin Anderson, 6–3, 6–4

### Mužská čtyřhra
- Pierre-Hugues Herbert /  Nicolas Mahut vs.  Marcin Matkowski /  Nenad Zimonjić, 6–2, 6–2

## Turnajová galerie

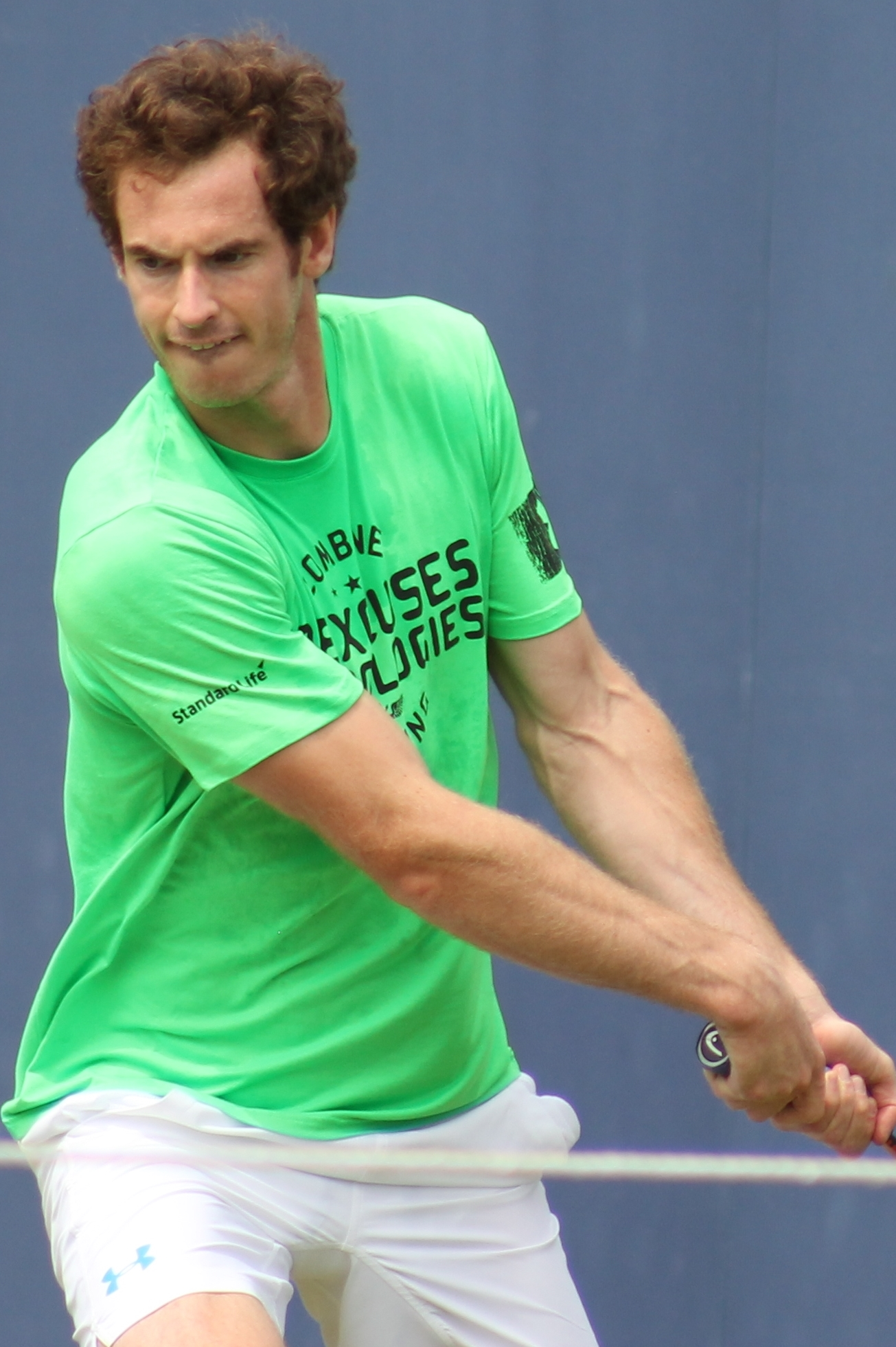
Andy Murray
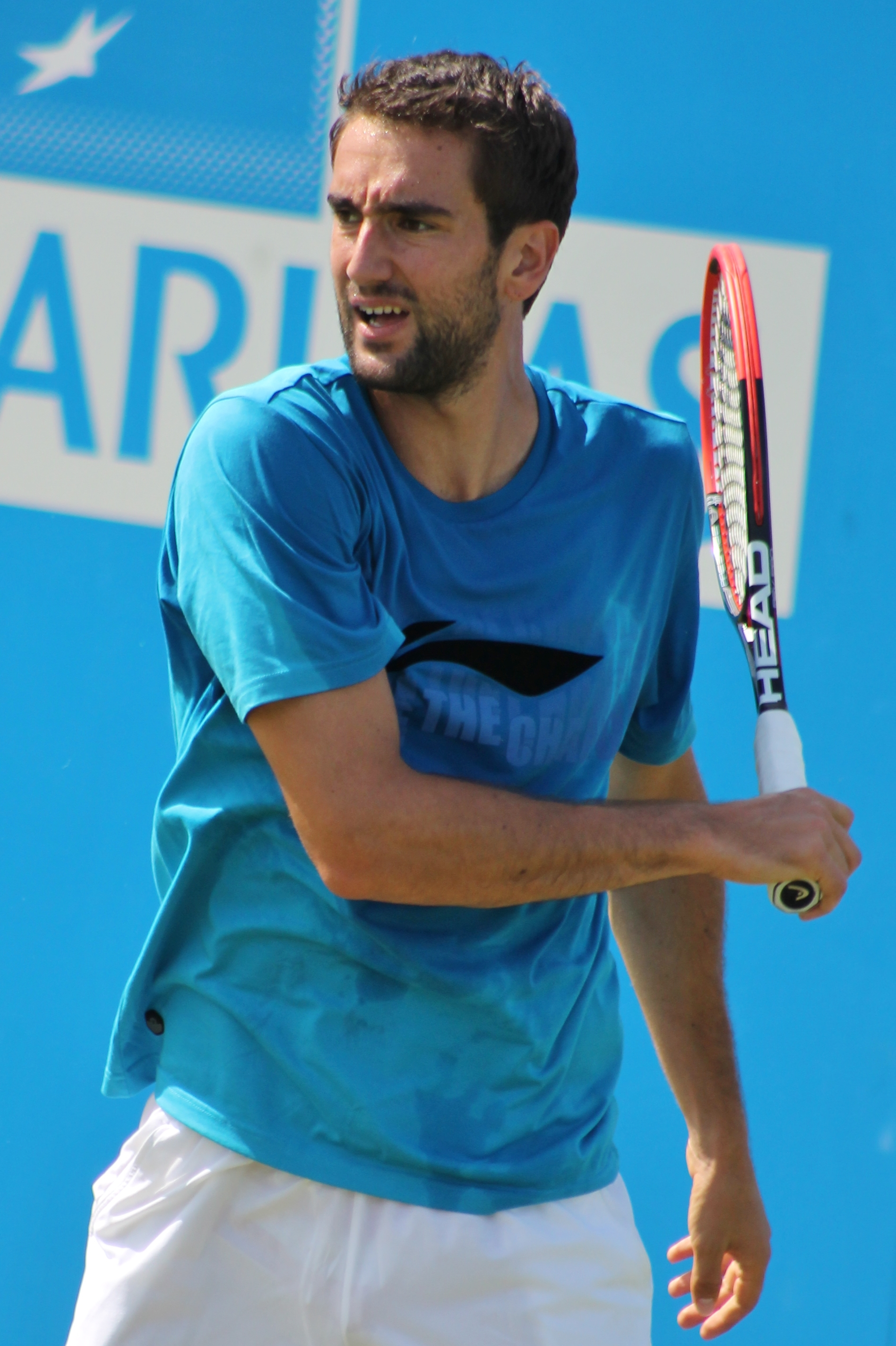
Marin Čilić
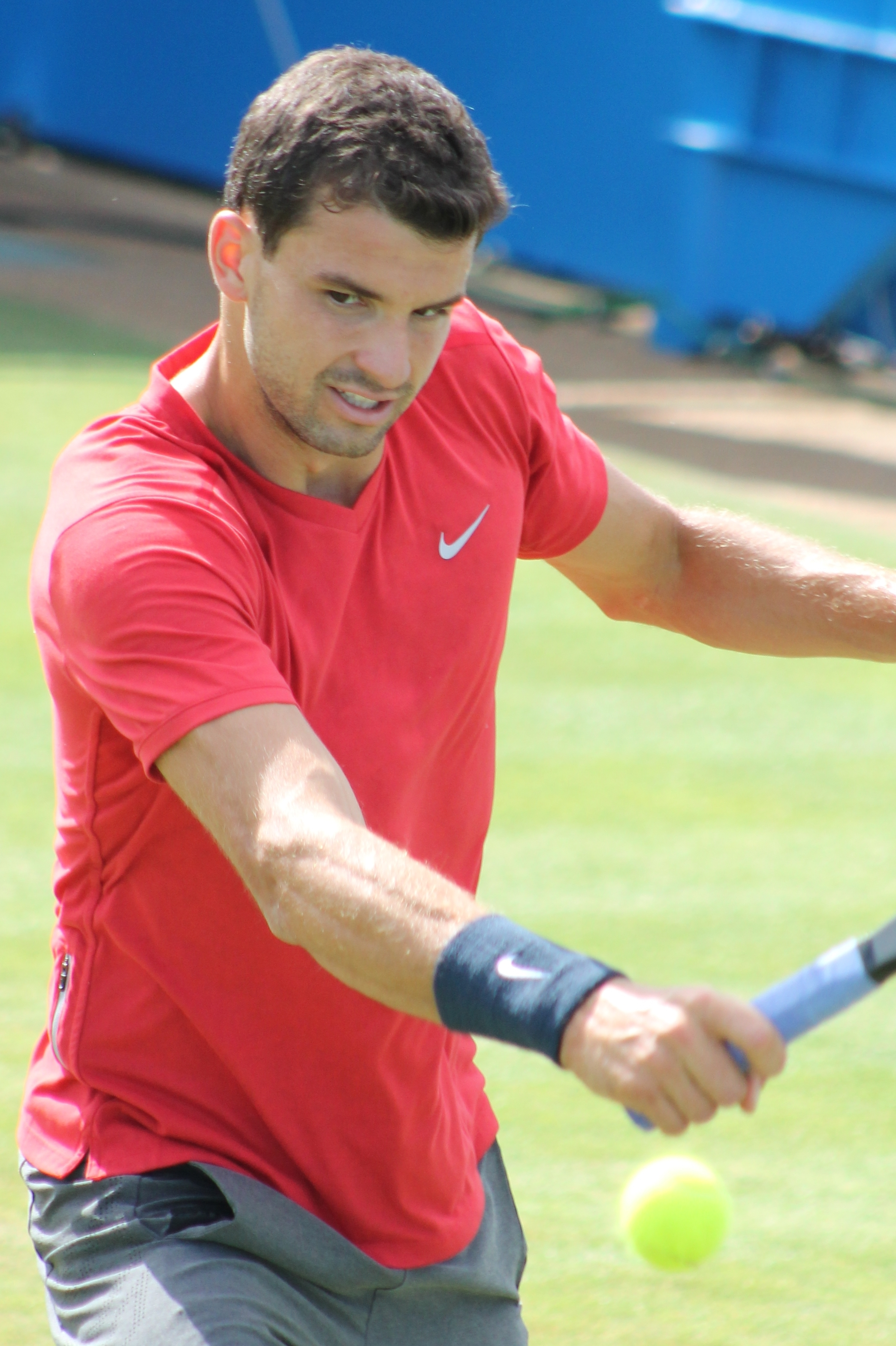
Grigor Dimitrov
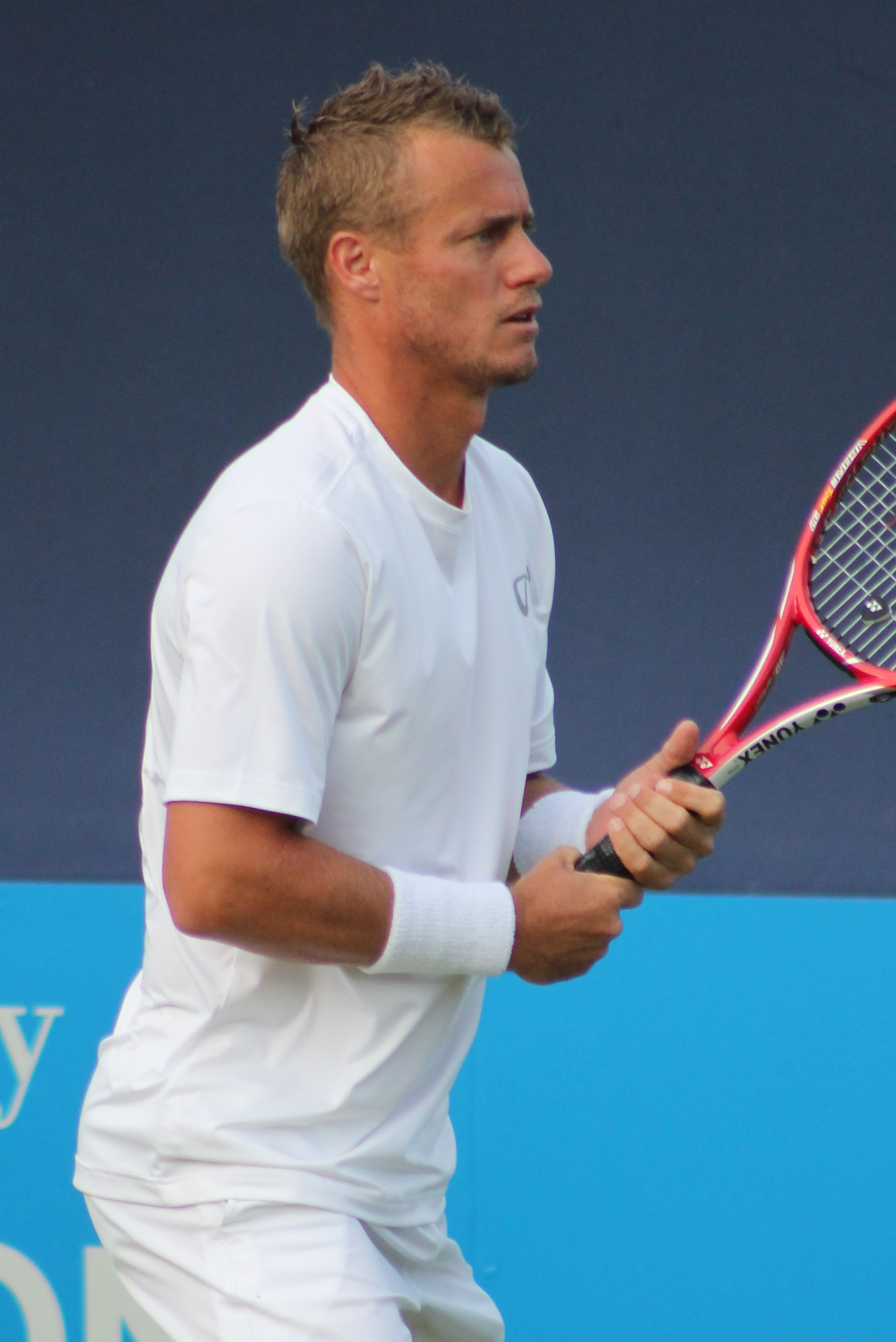
Lleyton Hewitt
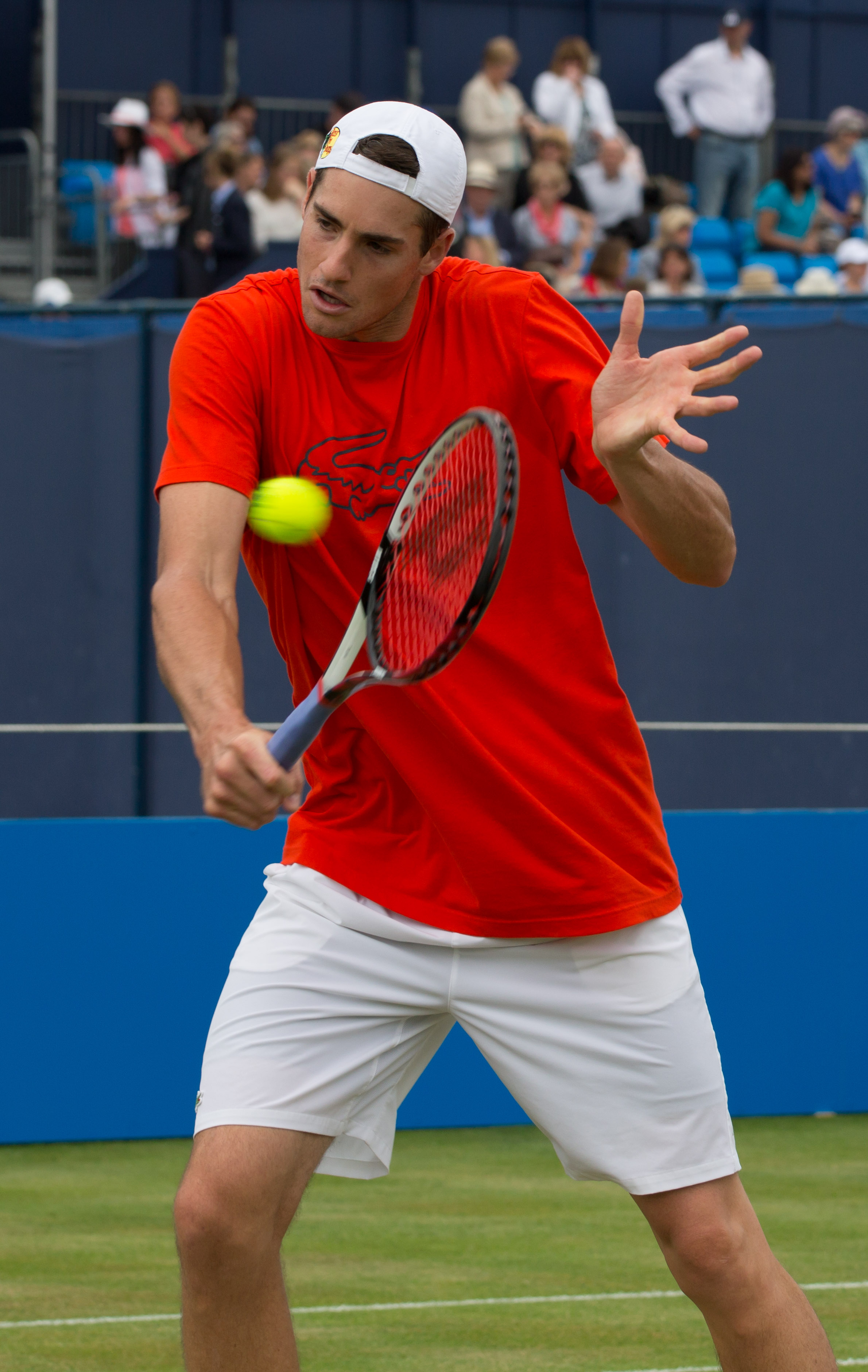
John Isner
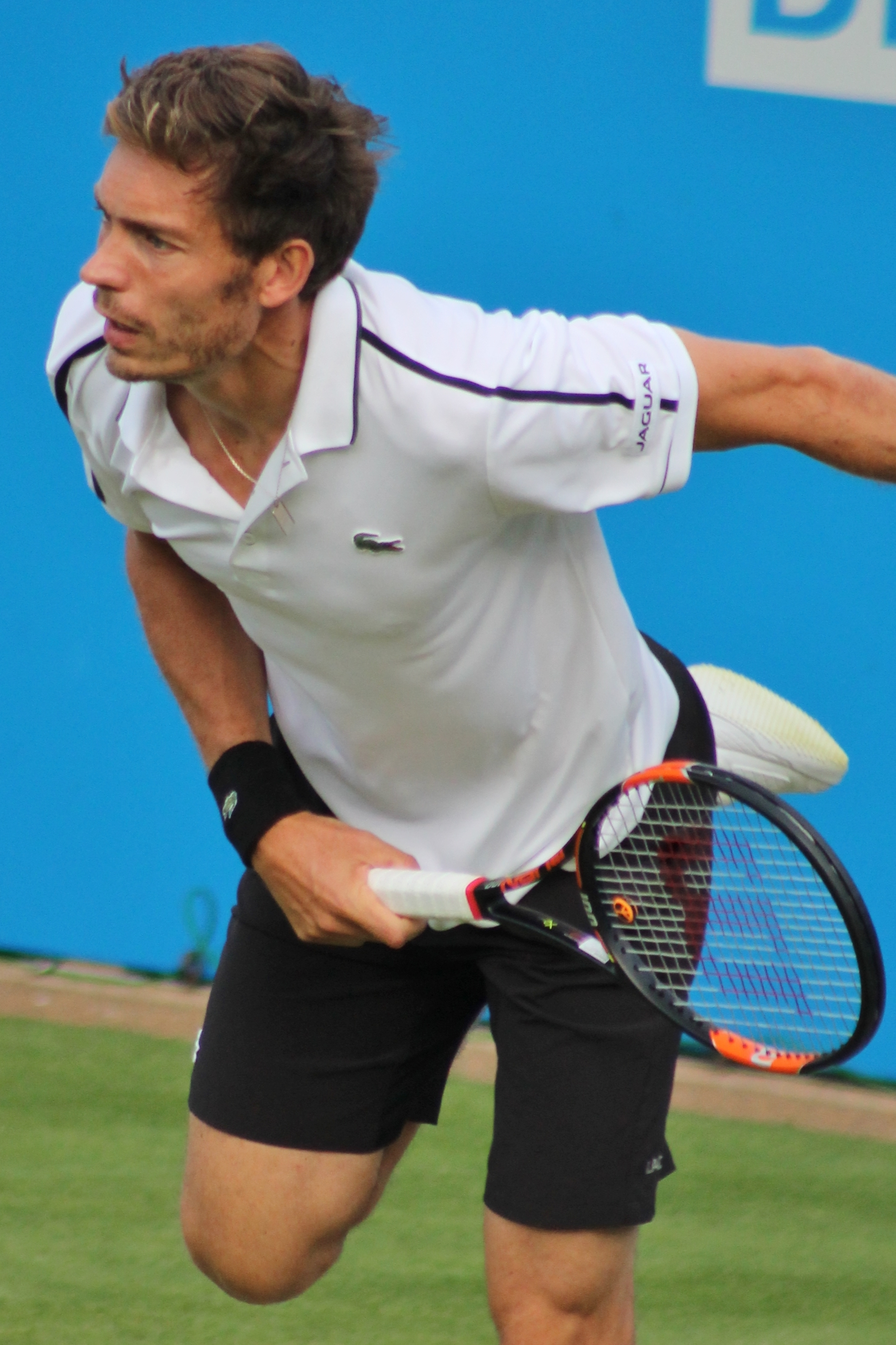
Nicolas Mahut
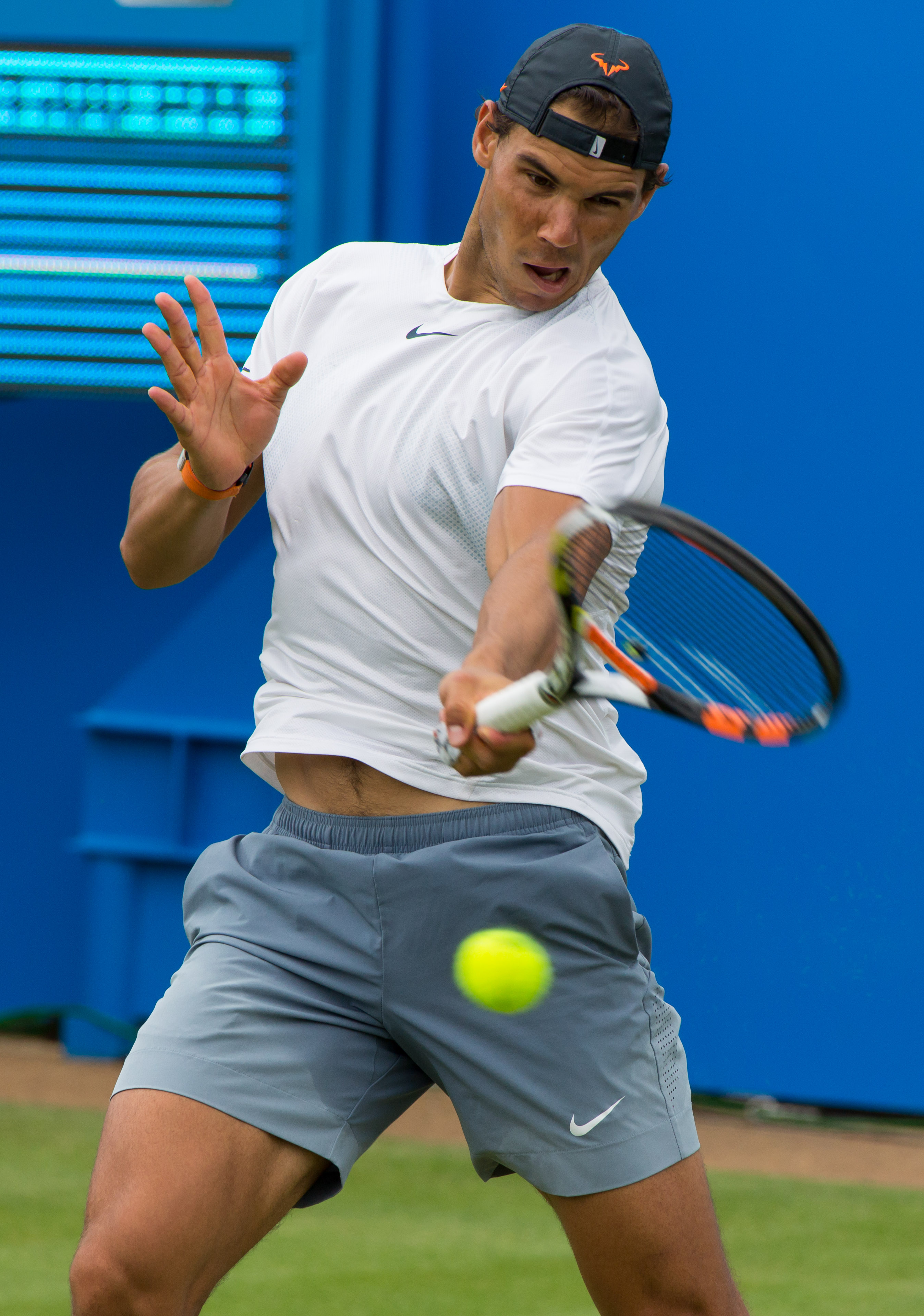
Rafael Nadal
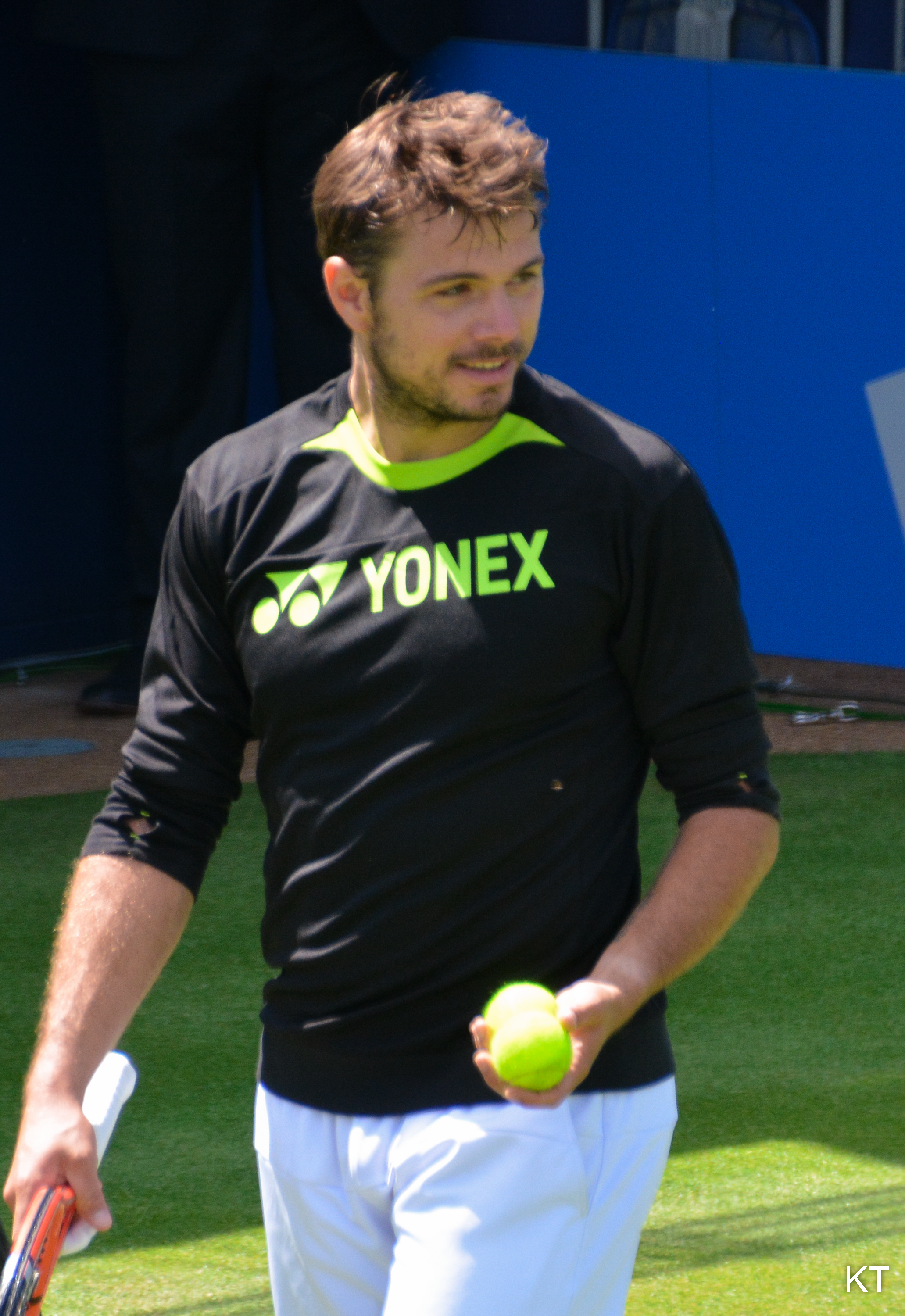
Stan Wawrinka